# Le Sang des Templiers (film, 2011)
Pour l’article homonyme, voir Le Sang des Templiers.
Série
Le Sang des Templiers 2 : La Rivière de sang
(2014)
Pour plus de détails, voir Fiche technique et Distribution.
Le Sang des Templiers ou Assiégés (Ironclad) est un film américano-anglo-germanique réalisé par Jonathan English, sorti en 2011. Il a pour suite Le Sang des Templiers 2 : La Rivière de sang.

## Synopsis
Le 15 juin 1215, le roi Jean sans Terre se voit imposer la signature de la Magna Carta. Cette charte, limite en effet ses pouvoirs royaux en garantissant le droit à la liberté individuelle. Bien décidé à remettre tout le pays sous sa coupe et à reprendre le pouvoir, il refuse d'appliquer cette charte, ce qui fait éclater la Guerre des barons aidés de chevaliers Templiers revenus de la Croisade. Trouvant refuge pour une nuit au château du baron Darnay, ces chevaliers sont massacrés par la bande de mercenaires danois dirigés par le capitaine Tiberius et engagés par le roi. Thomas Marshall, le seul Templier survivant, se tourne alors vers le baron d'Aubigny qui recrute quelques hommes de confiance pour tenir une place stratégique, le château de Rochester, forteresse de Reginald de Cornhill qui doit devenir la tête de pont de sa reconquête. Cette poignée de combattants résiste au siège que le roi Jean leur impose en octobre 1215. Après le premier assaut repoussé, Marshall, rompant ses vœux, cède aux avances de la jeune et accorte Lady Isabel, femme du vieux baron de Cornhill. Lors de l'ultime assaut, les défenseurs se retranchent dans le donjon. Le roi Jean fait apporter 40 cochons dans un tunnel creusé sous le château. Leur graisse étant extrêmement inflammable, sous l'effet du confinement, les flammes et la chaleur font s'effondrer une partie du donjon. Les assiégés meurent un à un, à l'exception de Marshall, Isabel et du jeune Guy (chevalier du baron d'Aubigny) qui sont sauvés par l'arrivée du prince Louis et l'archevêque de Cantorbéry Étienne Langton.

## Fiche technique
Sauf indication contraire, les informations mentionnées dans cette section peuvent être confirmées par la base de données cinématographiques IMDb,  présente dans la section « Liens externes ».
- Titre original : Ironclad
- Titre français : Le Sang des Templiers
- Titre québécois : Assiégés
- Réalisation : Jonathan English
- Scénario : Jonathan English, Erick Kastel, Stephen McDool
- Montage : Peter Amundson, Gavin Buckley
- Musique : Lorne Balfe
- Producteurs : Rick Benattar, Andrew J. Curtis, Jonathan English, Brian Brightly (associé), Robyn Owen (associé)
- Producteurs exécutifs : Glenn Kendrick Ackermann, Christian Arnold-Beutel, Evan Astrowsky, Graham Begg, Adam Betteridge, Alastair Burlingham, Jamie Carmichael, John Evangelides, Uwe Feuersenger, Mark Foligno, James Gibb, Linda James, Steve Robbins, David Rogers, Marcus Schöfer, Tilo Seiffert, Deepak Sikka, Andrew Warren, Al Munteanu (coproducteur exécutif)
- Sociétés de production :  Mythic International Entertainment, ContentFilm International, VIP Medienfonds 4, Premiere Picture, Rising Star, Silver Reel, The Wales Creative IP Fund, Molinare, Perpetual Media Capital
- Sociétés de distribution :  France Metropolitan Filmexport,  Royaume-Uni Warner Bros.,  États-Unis ARC Entertainment (II)
- Pays :  Royaume-Uni,  Suisse,  États-Unis,  Allemagne
- Durée : 121 minutes
- Dates de sortie : 
  -  Royaume-Uni : 4 mars 2011
  -  France : 20 juillet 2011
  -  États-Unis : 26 juillet 2011

## Distribution
- James Purefoy (VF : Joël Zaffarano ; VQ : Daniel Picard) : Thomas Marshall
- Brian Cox (VF : Paul Borne ; VQ : Marc Bellier) : baron William d’Aubigny
- Kate Mara (VF : Véronique Volta ; VQ : Claudia-Laurie Corbeil) : lady Isabelle
- Derek Jacobi (VF : Jean-Yves Chatelais ; VQ : Aubert Pallascio) : baron Reginald de Cornhill
- Paul Giamatti (VF : Gérard Darier ; VQ : Pierre Auger) : roi Jean
- Charles Dance (VF : Philippe Catoire ; VQ : François Trudel) : archevêque Langton
- Jason Flemyng (VF : Bernard Métraux ; VQ : Thiéry Dubé) : Gil Beckett
- Jamie Foreman (VF : Jean-Jacques Moreau ; VQ : Benoît Gouin) : Jedediah Coteral
- Mackenzie Crook (VF : Jérémy Prévost) : Daniel Marks
- Rhys Parry Jones (VF : Sylvain Lemarié ; VQ : Éric Gaudry) : Joseph Wulfstan
- Aneurin Barnard (VF : Brice Ournac ; VQ : Gabriel Lessard) : écuyer Guy
- Vladimir Kulich (VF : Marc Alfos ; VQ : Sylvain Hétu) : capitaine Tiberius
- David Melville (VF : Raphaël Cohen) : baron Darnay
- Annabelle Apsion (VF : Catherine Hamilty) : Maddy
- Steffan Rhodri : Cooper
- Daniel O'Meara : Phipps
- Bree Condon : Agnes
- Guy Siner (VF : Denis Boileau) : Oaks
- Marcus Hoyland (VF : Simon Eine) : abbé Marcus
- John Pierce Jones : cuisinier

Source : Version française sur AlloDoublage.

## Box-office
| Pays   | Box-office (2011) |
| ------ | ----------------- |
| Monde  | 5 000 000 US$     |
| France | 110 000 entrées   |

Sources : JPBox-Office.com.